# Kurelom i kumom

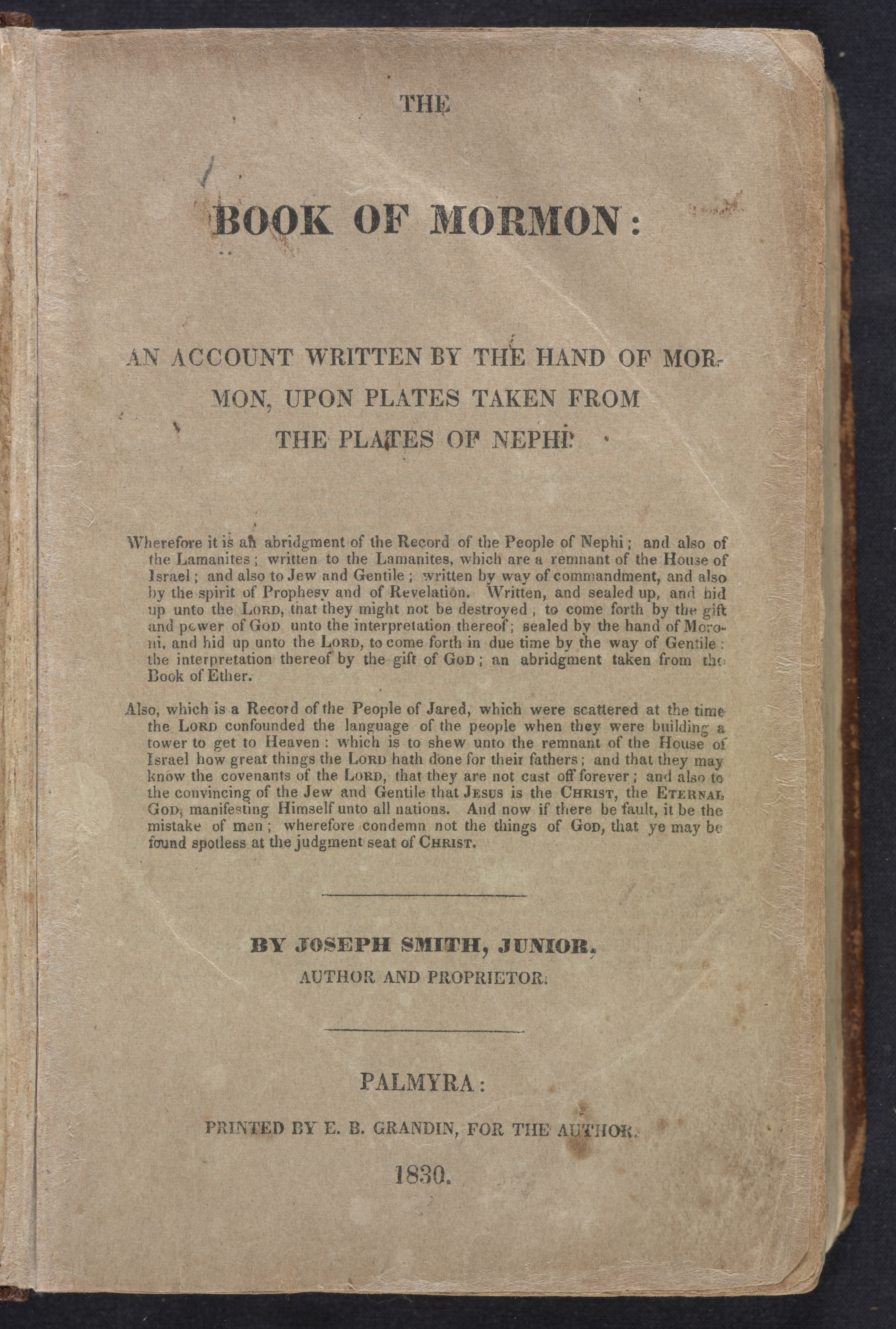
Strona tytułowa pierwszego wydania Księgi Mormona (1830), zatem publikacji zawierającej pierwszą wzmiankę o kurelomach i kumomach

Kurelom (deseret dla liczby mnogiej 𐐗𐐆𐐅𐐡𐐢𐐉𐐣𐐞) i kumom (deseret dla liczby mnogiej 𐐗𐐊𐐣𐐉𐐣𐐞) – w wierzeniach ruchu świętych w dniach ostatnich (mormonów) zwierzęta wykorzystywane przez Jeredytów. Pojawiają się we wchodzącej w skład Księgi Mormona Księdze Etera. Miały być szczególnie przydatne człowiekowi. Są obiektem licznych spekulacji, od dawna budzą zainteresowanie mormońskich teologów. Utrwalone w kulturze świętych w dniach ostatnich, nazywane są najbardziej osobliwymi oraz najbardziej tajemniczymi zwierzętami wymienianymi w Księdze Mormona.

## Wymowa
Wymowa nazw tych zwierząt wzbudzała pewne zainteresowanie mormońskich badaczy. Zostały one zresztą ujęte w przewodniku po wymowie, dołączanym do każdego egzemplarza anglojęzycznej wersji Księgi Mormona od 1981. Źródła wskazują niemniej na znaczną różnicę między wymową preferowaną i powszechną współcześnie a tą z wczesnego okresu kolonizacji terytorium Utah. Pierwotna wymowa, zwłaszcza ta stosowana przez Josepha Smitha, ma pewne znaczenie w badaniach nazw własnych występujących w Księdze Mormona, choć, na gruncie mormońskiej teologii, nie jest w nich czynnikiem decydującym. Do ustalenia wymowy używanej przez Smitha wykorzystuje się między innymi wydanie Księgi Mormona w alfabecie deseret z 1869. Alfabet deseret jest systemem pisma stworzonym w latach 1847–1854 w Utah, na zlecenie najwyższych przywódców kościelnych, w tym Brighama Younga.
Istnieją zapiski ludzi posługujących w procesie nazywanym przez świętych w dniach ostatnich tłumaczeniem Księgi Mormona, które rzucają światło na to, jak Smith pierwotnie radził sobie z nieznanymi słowami. Hugh Nibley, powołując się na relacje skrybów Smitha, stwierdził, że „nigdy nie wymawiał on takich słów, zawsze poprzestając na ich przeliterowaniu”. Ściśle na gruncie mormońskiej teologii nie próbuje się dociekać pierwotnej wymowy tego słowa, podobnie jak nie prowadzi się rozważań wobec słów i nazw nefickich jako takich.
Również na gruncie mormońskiej teologii zauważa się inherentną problematyczność wymowy nazw i imion przynależnych do tej mormońskiej świętej księgi. Ma to wynikać z tego, że żadne z nich nie zostało przekazane Josephowi Smithowi ustnie. Jedynym wyjątkiem jest tu prawdopodobnie imię Moroniego. Miał się on bowiem w końcu przedstawić Smithowi w wizji z 1823. Z doktrynalnego punktu widzenia sposób, w jaki bohaterowie Księgi Mormona wypowiadali te słowa, pozostał nieznany pierwszemu mormońskiemu przywódcy.

## Na kartach Księgi Mormona
Znalazły się wśród dwunastu zwierząt wprost wymienionych w Księdze Mormona. Na kartach tejże mormońskiej świętej księgi pojawiają się w wersie dziewiętnastym dziewiątego rozdziału Księgi Etera. Z zawartego w niej zapisu nie da się wyłuskać zbyt wielu informacji na ich temat, poza tym, iż miały być uznawane za szczególnie przydatne człowiekowi, obok wymienionych w tym samym wersecie słoni. Niektórzy komentatorzy wnioskują z tego, że mogły być udomowione, inni, spoglądając na szerszy kontekst, wyciągają wniosek dokładnie przeciwny. John Sorenson twierdził, że musiały osiągać znaczne rozmiary. Postulowano spełnianie przez nie roli zwierząt jucznych. Hugh Nibley sugerował, że mogły stanowić źródło pożywienia dla Jeredytów.

## W mormońskiej teologii oraz w badaniach nad Księgą Mormona

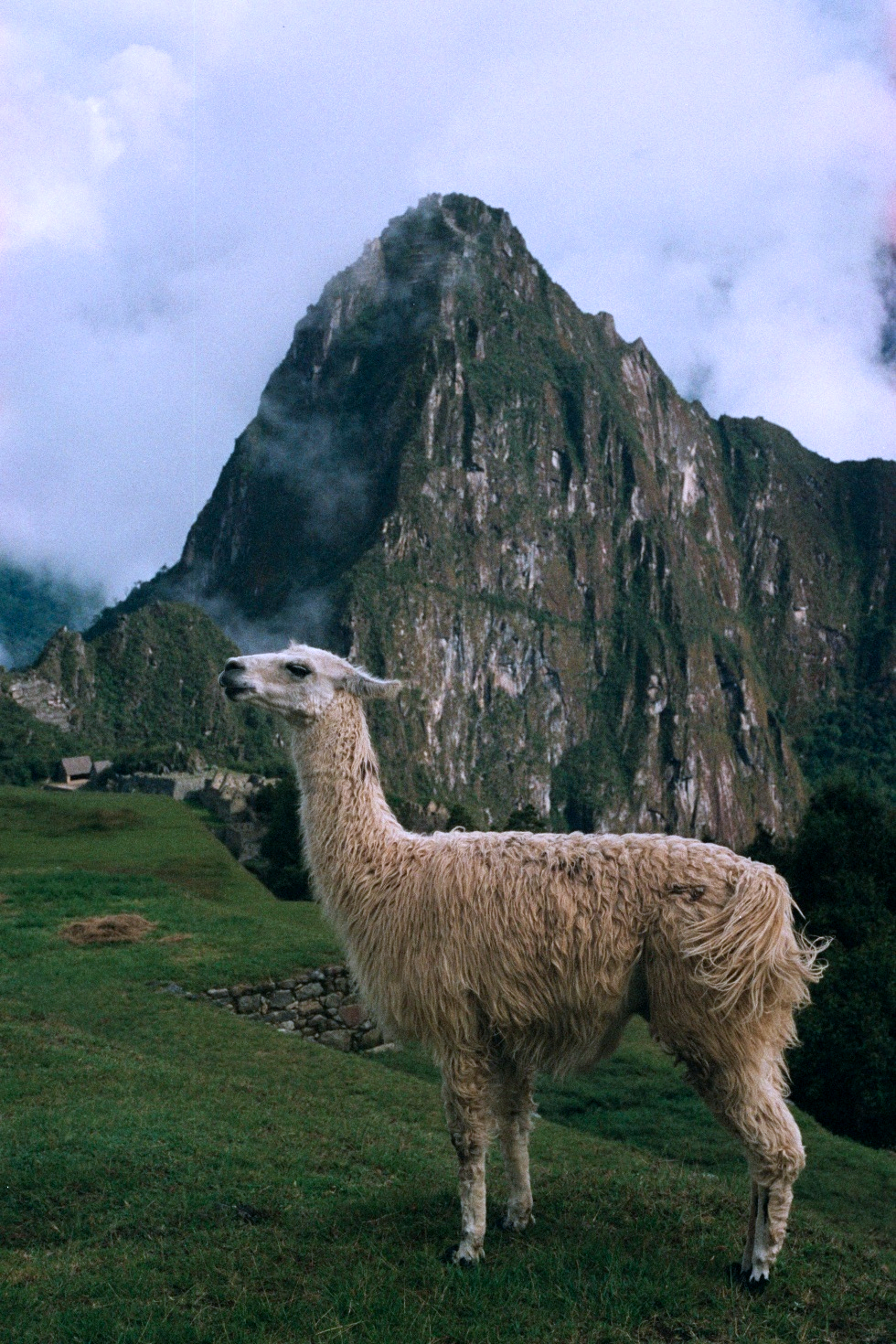
Niektórzy autorzy widzieli w kurelom i kumom południowoamerykańskie lamy

Istnienie kurelomów i kumomów nie znalazło potwierdzenia w źródłach zewnętrznych. Od dawna są niemniej obiektem spekulacji. Wspominał o nich już jeden z wczesnych mormońskich apostołów Orson Pratt w kazaniu z 1868. Badacze związani z Kościołem Jezusa Chrystusa Świętych w Dniach Ostatnich podejmowali również próby identyfikacji tych zwierząt. Przyjmuje się, jakoby miały przynależeć do gatunków rodzimych dla zamieszkanego przez Jeredytów starożytnego kontynentu amerykańskiego. Zwraca się również uwagę na to, iż w procesie określanym mianem tłumaczenia Księgi Mormona Joseph Smith nie znalazł dlań słowa w języku angielskim. Z uwagi na ten fakt czasem wspomina się o lamach i alpakach, w kontekście starań, by umieścić je w środowisku amerykańskim, udomowionych przez miejscową amerykańską ludność przed odpowiednio 4500–4000 lat i 6500–5500 lat formami gwanako i wikunii. Łączono je również, bez większego przekonania, z wielbłądami i niedźwiedziami. Wśród innych propozycji znalazły się tapiry i widłorogi amerykańskie.
Inne komentarze snują wszelako domysły o wymarciu tych stworzeń jeszcze przed przybyciem rodziny Lehiego do Ameryki, co zgodnie z wierzeniami świętych w dniach ostatnich miało nastąpić w VI wieku p.n.e. Ich pojawienie się w zapisie w początkach opisu jeredyckiej historii oraz brak jakichkolwiek wzmianek w dalszych partiach tekstu według niektórych zdradza, iż mogły wymrzeć niedługo później oraz że jako takie były nieznane Nefitom. W tym kontekście próby identyfikacji tych zwierząt z wymarłymi organizmami wskazywały na gomfotery oraz mastodonty. Obie grupy należą do trąbowców. Gomfotery wymarły w Ameryce pod koniec plejstocenu, mastodonty natomiast zostały wybite wraz z mamutami 11 000 lat temu przez ludzi kultury Clovis.
Mormońscy językoznawcy rozważali również etymologię nazw nadanych tym zwierzętom, odwołując się przy tym do języka hebrajskiego. W ściśle teologicznym sensie można z kolei zauważyć, że badania nad etymologią jeredyckich nazw własnych pozostają w sferze spekulacji. Osiąga się w tym zakresie niemniej pewne rezultaty, zwłaszcza jeżeli przyjmie się, iż niektóre zostały przetłumaczone na język używany przez Nefitów. Również w teologicznym kontekście sygnalizowano, iż Smith prawdopodobnie dokonał jedynie transliteracji tych nazw z zapisu wyrytego na złotych płytach. Miałyby one być bowiem niemożliwe do przełożenia na język angielski, jak wspomniano powyżej. Czasem tej decyzji redakcyjnej, wewnątrz samego procesu przygotowania Księgi Mormona, przypisuje się natchnione podłoże.

## W mormońskiej kulturze
Niezależnie od otaczających je spekulacji kurelomy i kumomy znalazły swe miejsce w mormońskiej kulturze. Wspominane w The Memory of Earth (1992), powieści science fiction pióra Orsona Scotta Carda. Nazywane są najbardziej osobliwymi oraz najbardziej tajemniczymi zwierzętami wymienianymi w Księdze Mormona.